# Ulrich Kiesow
Pour les articles homonymes, voir Kiesow.
Œuvres principales
- L'Œil noir

Ulrich Kiesow, né le 3 juin 1949 en Allemagne de l'Ouest et mort le 30 janvier 1997 à Wassenberg en Allemagne, est un auteur de jeux de rôle et écrivain allemand. Il est connu pour avoir créé L'Œil noir (Das Schwarze Auge) en 1984.
C'était aussi un sculpteur de figurines. Il a écrit des articles satiriques dans le magazine Wunderwelten  sous le pseudonyme Andreas Blumenkamp.

## Biographie
En 1977, Ulrich Kiesow cofonde le magasin de jeux Fantasy Shop à Düsseldorf. C'est un des fondateurs de l'éditeur allemand Fantasy Productions en 1983 ; cette même année, il traduit Donjons et Dragons en allemand (édité par Fantasy Spiele Verlags-GmbH). En 1984, il écrit la première version de L'Œil noir, puis son premier roman se déroulant dans le même univers, Die Gabe der Amazonen, en 1987.
Ulrich Kiesow avait de nombreux contacts avec les États-Unis, du fait de l'activité d'importation de la boutique, puis de traduction de FanPro. Son prénom était écorché par ses interlocuteurs, /ʌlrik/, et cela donna le nom du premier héros décrit dans L'Œil noir : Alrik (Alric en français).
Il décède à l'âge de 47 ans d'une crise cardiaque.

## Ouvrages
Traduit en français
- La Fille du calife (Nedime, die Tochter des Kalifen) (1984, 1985 pour la VF)
- Havena (1985)
- Le Fleuve du désastre (Der Strom des Verderbens) (1985)
- Le Bourreau de Thalussa (Der Streuner soll sterben) (1985, 1986 pour la VF)
- Les Esclaves d'Al'Anfa (Verschollen in Al'Anfa (1985, 1986 pour la VF)
- Le Magicien des glaces Unter dem Nordlicht (1984, 1986 pour la VF)
- La Reine des Amazones (Die Göttin der Amazonen) (1985, 1986 pour la VF)

En Allemand
- Im Spinnenwald (1986)
- Der Orkenhort (1987)
- Der Purpurturm
- Die Gabe der Amazonen, éd. Fantasy Productions (1988)
- Mond über Phexcaer, éd. Fantasy Productions (1990)
- dans la collection chez Wilhelm Heyne Verlag :
  - no 1 Der Scharlatan,
  - no 9 Der Göttergleiche
  - no 18 Die Gabe der Amazonen
  - no 56 et 57 Das zerbrochene Rad